# Sắp xếp vun đống

Mô phỏng thuật toán sắp xếp vun đống

Sắp xếp vun đống (Heapsort) dựa trên một cấu trúc dữ liệu được gọi là đống nhị phân (binary heap), gọi đơn giản là đống. Trong mục này chỉ nói về đống trong bài toán sắp xếp.

## Đống (Heap)

Ví dụ về mảng và cây nhị phân tương ứng

- Ví dụ về mảng và cây nhị phân tương ứngMỗi mảng a[1..n] có thể xem như một cây nhị phân gần đầy (có trọng số là các giá trị của mảng), với gốc ở phần tử thứ nhất, con bên trái của đỉnh a[i] là a[2*i] con bên phải là a[2*i+1] (nếu mảng bắt đầu từ 1 còn nếu mảng bắt đầu từ 0 thì hai con là a[2*i+1] và a[2*i+2])  (nếu 2*i<=n hoặc 2*i+1<=n, khi đó các phần tử có chỉ số lớn hơn {\displaystyle int\left({\frac {n}{2}}\right)} không có con, do đó là lá) (leaf).
- Ví dụ mảng (45,23,35,13,15,12,15,7,9) là một đống

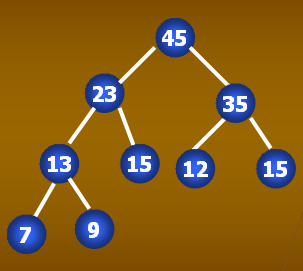
Ví dụ mảng (45,23,35,13,15,12,15,7,9) là một đống

  - Một cây nhị phân, được gọi là đống cực đại nếu khóa của mọi nút không nhỏ hơn khóa các con của nó. Khi biểu diễn một mảng a[] bởi một cây nhi phân theo thứ tự tự nhiên điều đó nghĩa là a[i]>=a[2*i] và a[i]>=a[2*i+1] với mọi i =1..int(n/2). Ta cũng sẽ gọi mảng như vậy là đống. Như vậy trong đống a[1] (ứng với gốc của cây) là phần tử lớn nhất. Mảng bất kỳ chỉ có một phần tử luôn luôn là một đống.
  - Một đống cực tiểu được định nghĩa theo các bất đẳng thức ngược lại: a[i]<=a[2*i] và a[i]<=a[2*i+1]. Phần tử đứng ở gốc cây cực tiểu là phần tử nhỏ nhất.

## Vun đống
Việc sắp xếp lại các phần tử của một mảng ban đầu sao cho nó trở thành đống được gọi là vun đống.

### Vun đống tại đỉnh thứ i

Nếu hai cây con gốc {\displaystyle 2*i} và {\displaystyle 2*i+1} đã là đống thì để cây con gốc i trở thành đống chỉ việc so sánh giá trị {\displaystyle a[i]} với giá trị lớn hơn trong hai giá trị {\displaystyle a[2*i]} và {\displaystyle a[2*i+1]}, nếu {\displaystyle a[i]} nhỏ hơn thì đổi chỗ chúng cho nhau. Nếu đổi chỗ cho {\displaystyle a[2*i]}, tiếp tục so sánh với con lớn hơn trong hai con của nó cho đên khi hoặc gặp đỉnh lá. (Thủ tục DownHeap trong giả mã dưới đây)

### Vun một mảng thành đống
Để vun mảng a[1..n] thành đống ta vun từ dưới lên, bắt đầu từ phần tử a[j]với j =Int(n/2) ngược lên tới a[1]. (Thủ tục MakeHeap trong giả mã dưới đây)

### Sắp xếp bằng vun đống
Đổi chỗ (Swap): Sau khi mảng a[1..n] đã là đống, lấy phần tử a[1] trên đỉnh của đống ra khỏi đống đặt vào vị trí cuối cùng n, và chuyển phần tử thứ cuối cùng a[n] lên đỉnh đống thì phần tử a[n] đã được đứng đúng vị trí.
Vun lại: Phần còn lại của mảng a[1..n-1] chỉ khác cấu trúc đống ở phần tử a[1]. Vun lại mảng này thành đống với n-1 phần tử.
Lặp: Tiếp tục với mảng a[1..n-1]. Quá trình dừng lại khi đống chỉ còn lại một phần tử.

## Ví dụ
Cho mảng a=(2,5,8,12,45,13,45,78)
Ở đây n = 7. Các phần tử từ a[4] đến a[7] là lá.

### Vun đống
- Vun cây gốc a[3] ta được mảng a=(2,3,7,6,4,1,5)
- Vun cây gốc a[2] ta được mảng a=(2,6,7,3,4,1,5)
- Vun cây gốc a[1] ta được mảng a=(7,6,5,3,4,1,2)
- Bây giờ a=(7,6,5,3,4,1,2) đã là đống.

### Sắp xếp
- Đổi chỗ a[1] với a[7]: a=(2,6,5,3,4,1,7)
và vun lại mảng a[1..6] ta được mảng a=(6,4,5,3,2,1,7)
- Đổi chỗ a[1] với a[6]: a=(1,4,5,3,2,6,7)
và vun lại mảng a[1..5] ta được mảng a=(5,4,1,3,2,6,7)
- Đổi chỗ a[1] với a[5]: a=(2,4,1,3,5,6,7)
và vun lại mảng a[1..4] ta được mảng a=(4,3,1,2,5,6,7)
- Đổi chỗ a[1] với a[4]: a=(2,3,1,4,5,6,7)
và vun lại mảng a[1..3] ta được mảng a=(3,2,1,4,5,6,7)
- Đổi chỗ a[1] với a[3]: a=(1,2,3,4,5,6,7)
và vun lại mảng a[1..2] ta được mảng a=(2,1,3,4,5,6,7)
- Đổi chỗ a[1] với a[2]:a=(1,2,3,4,5,6,7)
- Mảng còn lại chỉ một phần tử. Quá trình sắp xếp đã xong.

## Mã giả bằng ngôn ngữ C có sử dụng câu trúc dữ liệu
```
#include
 
<stdio.h>

#include
 
<conio.h>

const
 
int
 
n
 
=
 
10
;

typedef
 
int
 
keytype
;

typedef
 
float
 
othertype
;

typedef
 
struct
 
recordtype
 
{

    
keytype
 
key
;

    
othertype
 
otherfields
;

};

// khai bao mang a co n phan tu

recordtype
 
a
[
n
];

void
 
Swap
(
recordtype
 
&
x
,
 
recordtype
 
&
y
)

{

    
recordtype
 
temp
;

    
temp
 
=
 
x
;

    
x
 
=
 
y
;

    
y
 
=
 
temp
;

}

void
 
PushDown
(
int
 
first
,
 
int
 
last
)

{

    
//while (r <= (last - 1) / 2)

    
if
 
(
first
 
==
 
last
 
||
 
first
 
>
 
(
last
 
-
 
1
)
 
/
 
2
)
 
return
;

    
if
 
(
last
 
==
 
2
 
*
 
first
 
+
 
1
)
 
{

        
if
 
(
a
[
first
].
key
 
>
 
a
[
last
].
key
)

            
Swap
(
a
[
first
],
 
a
[
last
]);

        
//first = last;

        
return
;

    
}
 
else
 
if
 
((
a
[
first
].
key
 
>
 
a
[
2
*
first
+
1
].
key
)
 
&&
 
(
a
[
2
*
first
+
1
].
key
 
<=
 
a
[
2
*
first
+
2
].
key
))

    
{

        
Swap
(
a
[
first
],
 
a
[
2
*
first
+
1
]);

        
PushDown
(
2
 
*
 
first
 
+
 
1
,
 
last
);

    
}
 
else
 
if
 
((
a
[
first
].
key
 
>
 
a
[
2
*
first
+
2
].
key
)
 
&&
 
(
a
[
2
*
first
+
2
].
key
 
<
 
a
[
2
*
first
+
1
].
key
))

    
{

        
Swap
(
a
[
first
],
 
a
[
2
*
first
+
2
]);

        
PushDown
(
2
 
*
 
first
 
+
 
2
,
 
last
);

    
}

    
else
 
return
;
 
//first = last;

}

void
 
HeapSort
(
void
)

{
   
int
 
i
;

    
for
(
i
 
=
 
(
n
-2
)
 
/
 
2
;
 
i
 
>=
 
0
;
 
i
--
)

        
PushDown
(
i
,
 
n
-1
);

    
for
(
i
 
=
 
n
-1
;
 
i
>=
2
;
 
i
--
)
 
{

        
Swap
(
a
[
0
],
 
a
[
i
]);

        
PushDown
(
0
,
 
i
-1
);

    
}

    
Swap
(
a
[
0
],
 
a
[
1
]);

}

void
 
readList
(
recordtype
 
a
[])

{

    
for
 
(
int
 
i
 
=
 
0
;
 
i
 
<
 
n
;
 
i
++
)

    
{

        
printf
(
"Phan tu %d = "
,
 
i
+
1
);

        
scanf
(
"%d"
,
&
a
[
i
]);

    
}

}

void
 
printList
(
recordtype
 
a
[])

{

    
for
 
(
int
 
i
 
=
 
0
;
 
i
 
<
 
n
;
 
i
++
)

    
{

        
printf
(
"%d "
,
 
a
[
i
]);

    
}

}

int
 
main
()

{

    
printf
(
"Nhap %d phan tu cho danh sach.
\n
"
,
 
n
);

    
readList
(
a
);

    
printf
(
"Danh sach sau khi duoc nhap: 
\n
"
);

    
printList
(
a
);

    
HeapSort
();

    
printf
(
"
\n
Danh sach sau khi duoc sap xep: 
\n
"
);

    
printList
(
a
);

    
getch
();

    
return
 
0
;

}

```

## Ứng dụng
- Ngoài giải thuật sắp xếp vun đống, cấu trúc đống còn được ứng dụng trong nhiều giải thuật khác, khi cần lấy ra nhanh chóng các phần tử lớn nhất (hoặc nhỏ nhất) của một dãy phần tử, chẳng hạn trong hàng đợi có ưu tiên trong đó tiêu chuẩn ưu tiên là có khóa lớn nhất (hoặc nhỏ nhất). Có thể tìm thấy điều đó trong giải thuật tìm bộ mã Huffman cho một bảng tần số của các ký tự.(tacgia)